# Euexia
Euexia es un género de polilla de la familia Geometridae. La especie fue descrita por primera vez por Louis Beethoven Prout en 1915 con distribución en el noreste de África.